# Madeleine Astor
Madeleine Talmage Astor Dick, nata Force, poi Fiermonte (Brooklyn, 19 giugno 1893 – Palm Beach, 27 marzo 1940), è stata una socialite statunitense, famosa per essere stata la seconda moglie del miliardario John Jacob Astor e una superstite del naufragio del Titanic.

## Biografia

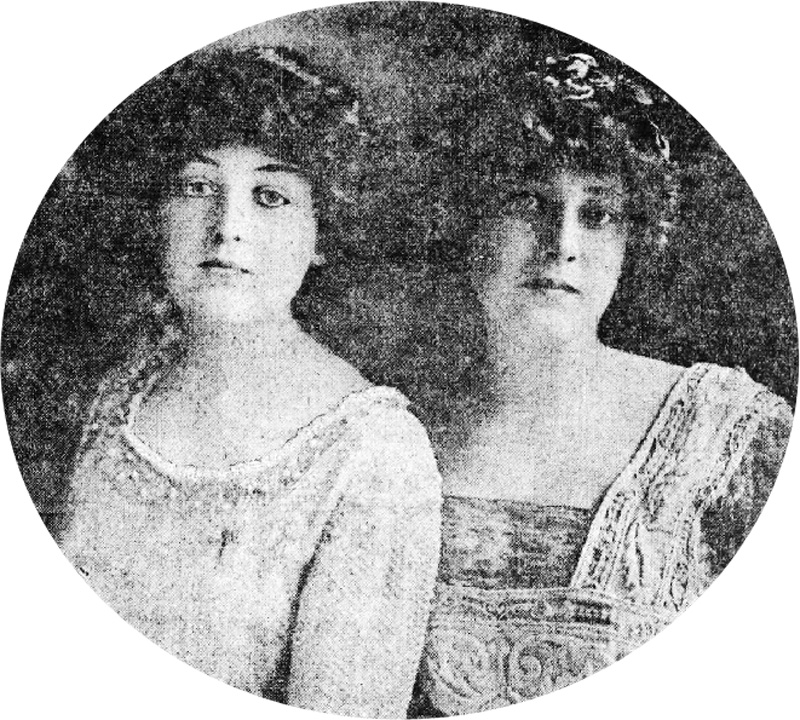
Katherine (a sinistra) e Madeleine Force

Madeleine Force nacque a Brooklyn, allora città autonoma, il 19 giugno 1893 da William Hurlbut Force (1852-1917), membro di una famiglia di imprenditori, e Katherine Arvilla Talmage (1863-1930), nipote di Thomas Talmage, ex sindaco di Brooklyn. Aveva una sorella maggiore, Katherine Emmons Force Spencer (1891-1948), imprenditrice immobiliare.
Madeleine incontrò per la prima volta il colonnello John Jacob Astor IV nel settembre 1910 nella sua casa a Bar Harbor, nel Maine, dove Astor ospitò tutta la famiglia Force.
La coppia si sposò il 9 settembre 1911. Il loro matrimonio fu considerato uno scandalo: molti, infatti, si opposero alla loro unione, non solo per la loro differenza di età (lei aveva 18 anni e lui 47) ma anche perché il colonnello Astor aveva divorziato dalla sua prima moglie solo due anni prima, nel novembre 1909. A complicare la cosa, si aggiunse il rifiuto da parte di numerosi ministri episcopali di presiedere la cerimonia. Fu il reverendo Joseph Lambert, pastore della Elmwood Temple Congregational Church di Providence, a sposare la coppia nella villa di Astor a Newport, nello stato di Rhode Island.
Dopo il matrimonio, la coppia viaggiò in Egitto e a Parigi per la luna di miele a bordo del RMS Olympic. I neo-sposini, in seguito, decisero di ritornare negli Stati Uniti e prenotarono una cabina di prima classe a bordo del RMS Titanic, piroscafo gemello dell'Olympic che stava per compiere il suo primo viaggio.

## Titanic

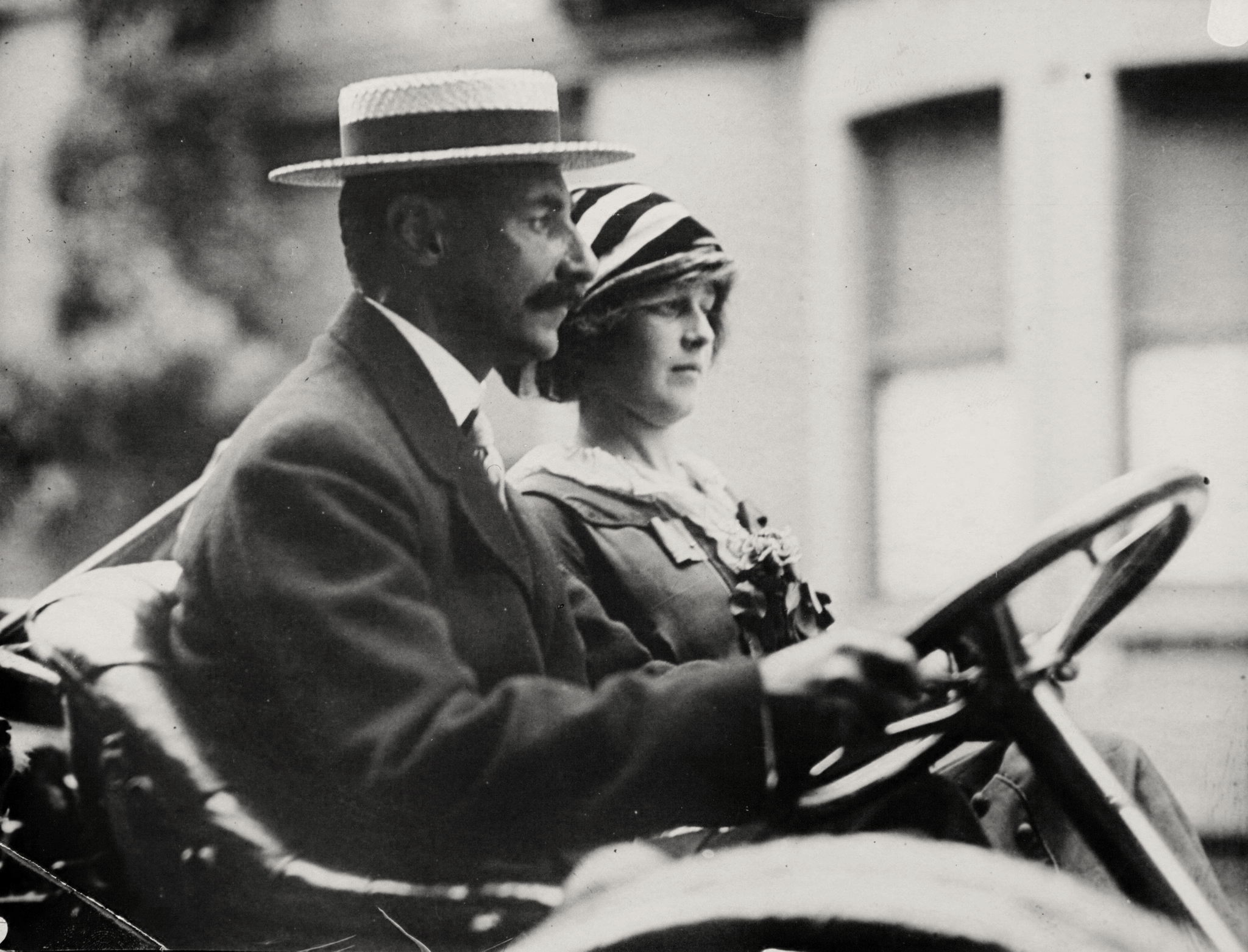
Madeleine con il marito John Jacob Astor IV

Madeleine, incinta di cinque mesi, s'imbarcò a bordo del Titanic l'11 aprile 1912 a Cherbourg, in Francia, con il marito (il quale risultava, di fatto, il passeggero più ricco della nave), la domestica Rosalie Bidois, la sua infermiera privata Caroline Louise Endres, il servitore del marito Victor Robbins ed il loro cane, l'Airedale terrier Kitty. Occuparono le cabine C-62 e C-64.
Alle 23:40 del 14 aprile, il Titanic entrò in collisione con un iceberg nel bel mezzo dell'Oceano Atlantico e cominciò ad inabissarsi. Il colonnello Astor, dopo aver avvertito l'urto, si allontanò dalla propria stanza per indagare, poi vi fece ritorno ed informò la moglie di quanto successo, dicendole però che non era nulla di grave.
La famiglia Astor salì sul ponte lance assieme a numerosi altri passeggeri di prima e seconda classe. Lì Madeleine regalò il proprio scialle alla passeggera di terza classe Leah Aks per permetterle di tenere al caldo il suo figlioletto di dieci mesi Frank Philips. 
Successivamente gli Astor si rifugiarono nella palestra a causa del freddo. Dopo essersi seduti su dei cavalli meccanici, John bucò con un ago un giubbotto di salvataggio per mostrare alla moglie con che materiale fosse stato realizzato, con lo scopo di rassicurarla.
Intorno all'1:45 il gruppo si spostò sul Ponte A, dove Madeleine, la cameriera e l'infermiera vennero imbarcate sulla lancia di salvataggio n. 4 con l'assistenza del signor Astor e del 2º ufficiale Charles Lightoller, il quale si attenne agli ordini ricevuti, non dando al colonnello la possibilità d'imbarcarsi sulla lancia della moglie.
John Jacob Astor, il servitore Victor Robbins e il cane Kitty perirono nel naufragio: di essi, solo il corpo del colonnello venne ritrovato ed identificato grazie alle iniziali del suo nome sotto il colletto della camicia. Le tre donne vennero tratte in salvo, insieme agli altri 702 superstiti, dal RMS Carpathia, arrivato sul posto intorno alle 4:00, poco più di 90 minuti dopo il totale inabissamento del Titanic.

## Matrimoni e figli

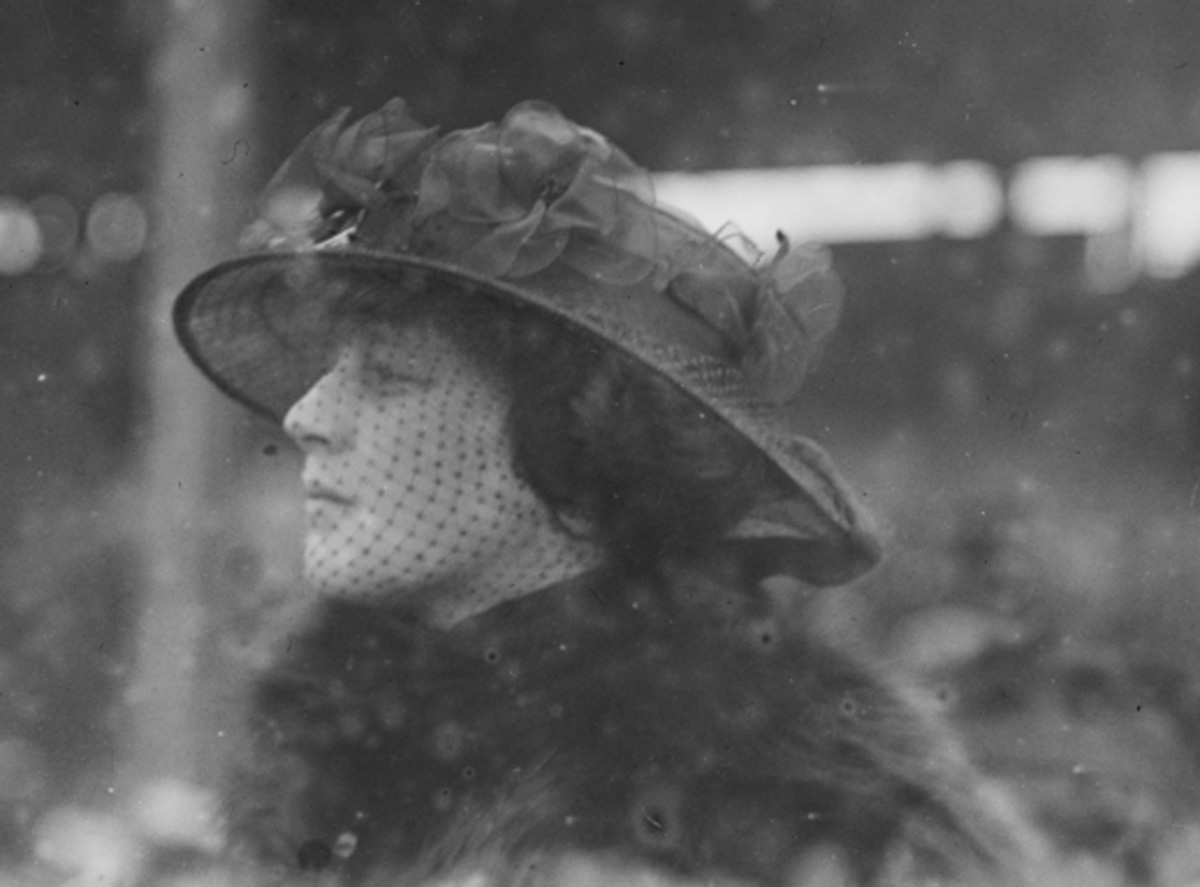
Madeleine Astor nel 1915

La giovane vedova diede alla luce il figlio, il futuro socialite John Jacob Astor VI, soprannominato "Jakey", il 14 agosto 1912, quattro mesi dopo la morte del marito.
Il 22 giugno 1916, Madeleine si risposò in seconde nozze con il banchiere William Karl Dick (1888-1953), vice presidente della Manufacturers Hanover Corporation di New York e direttore del Brooklyn Times. Con il matrimonio, come da disposizioni testamentarie del primo marito riguardanti eventuali seconde nozze, Madeleine perse tutta l'eredità che il colonnello Astor, nel suo testamento, le aveva lasciato. 
Madeleine e William ebbero due figli:
- William Force Dick (1917-1961);
- John Henry Dick II (1919-1995), ornitologo, fotografo, naturalista, ambientalista, scrittore e pittore.

La coppia divorziò il 21 luglio 1933 a Reno, nel Nevada. Quattro mesi dopo, il 27 novembre 1933, Madeleine si risposò in terze nozze con l'attore e pugile italiano Enzo Fiermonte (1908-1993) a New York. La coppia non ebbe figli e i due divorziarono l'11 giugno 1938 a West Palm Beach, in Florida. Dopo il divorzio da Fiermonte, Madeleine riprese il cognome Dick.

## Morte
Madeleine Astor Dick morì il 27 marzo 1940 per insufficienza cardiaca a Palm Beach, in Florida, all'età di 46 anni. Fu sepolta al Trinity Church Cemetery di New York accanto alla madre Katherine.

## Nella cultura di massa
Madeleine Astor è stata interpretata da Charlotte Thiele nel film tedesco La tragedia del Titanic del 1943, dall'attrice statunitense Frances Bergen nel film Titanic del 1953, da Beverly Ross nel film TV S.O.S. Titanic del 1979, da Janne Mortil nella miniserie televisiva Titanic del 1996, da Charlotte Chatton nel colossal Titanic di James Cameron del 1997, da Piper Gunnarson nel film documentario Ghosts of the Abyss del 2003 e da Angéla Eke nella miniserie televisiva Titanic del 2012.